# Сезон ФК «Чорноморець» (Одеса) 2013—2014
Сезон ФК «Чорноморець» (Одеса) 2013–2014 — 23-й сезон одеського «Чорноморця» у чемпіонатах/кубках України, та 76-й в історії клубу.

## Підготовка до сезону

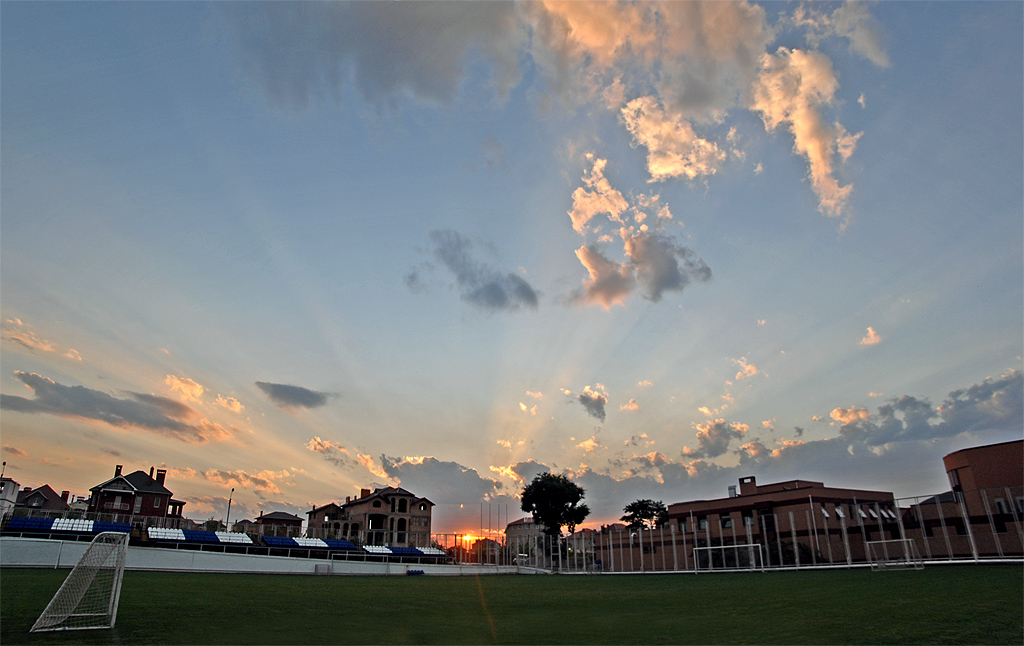
Тренувальна база «чорно-синіх» — СОК «Люстдорф»

### Червень 2013
1 червня 2013 року на сайті клубу з'явилася інформація про розірвання контрактів, за обопільною згодою, між клубом та трьома футболістами: Максимом Шацьких, Артемом Старгородським та Лучіаном Бурдужаном. 4 червня того ж року у Києві після жеребкування стали відомі суперники у першому крузі кожної команди прем'єр ліги — після оголошення результатів жеребкування стало відомо, що «Чорноморець» у першому турі буде грати з «Севастополем».
12 червня 2013 року після відпочинку почалася підготовка до нового сезону на тренувальній базі «Чорноморця» СОК «Люстдорф». 15 червня на офіційному сайті клубу з'явилася інформація про підписання контракту між Чорноморцем та колишнім півзахисником донецького «Шахтаря» Олексієм Гаєм. А 20 червня клуб оголосив, що були підписані ще два контракти — з росіянином Сергієм Самодіним та колишнім півзахисноком криворізького «Кривбасу» Рінаром Валєєвим, який вже грав за склад «моряків» у 2007–2009 роках. 24 червня відбувся перший за сезон товариський матч з професійним клубом — тираспольським «Шерифом» (2:2). У той же час стало відомо, що у другому кваліфікаційному раунді ліги Європи УЄФА «Чорноморець» буде грати або з албанською «Теутою», або з молдавською «Дачією». 28 червня пройшов ще один товариський матч, але тепер з українським клубом — кіровоградською «Зіркою» (1:1).
1 липня між футбольними клубами «Дніпро» та «Чорноморець» відбулося підписання контрактів про обмін гравцями — півзахисник Чорноморця Сергій Політило перейшов до Дніпра, а звідти приїхав нападник Олексій Антонов. 2 липня пройшов ще один товариський матч між «моряками» та ПФК «Олександрія» (0:1). 4 липня на офіційному сайті клуба з'явилися інформація про те, що нападник моряків, Віталій Балашов, на правах оренди буде виступати за ужгородську Говерлу. Контракт розраховано на один рік.

## Хронологія сезону

### Липень 2013

#### Суперкубок України з футболу
| 10 липня 2013 21:00 EEST +27 °C |

| «Чорноморець» | 1:3        | «Шахтар»                        |
| ------------- | ---------- | ------------------------------- |
| Антонов 45+1' | (Протокол) | 17', 33' Фред 68' (пен.) Тайсон |

| «Чорноморець», Одеса Глядачів: 32 400 Арбітр: Сергій Бойко |

| Чорноморець:    |    |                       |       |
|                 |    |                       |       |
| В               | 12 | Дмитро Безотосний (к) |       |
| ЗХ              | 4  | Маркус Бергер         |       |
| ЗХ              | 29 | Пабло Фонтанелло      |       |
| ЗХ              | 77 | Павло Кутас           |       |
| ЗХ              | 32 | Крісті Вангєлі        | 69'   |
| ПЗ              | 8  | Кирило Ковальчук      |       |
| ПЗ              | 10 | Олексій Гай           |       |
| ПЗ              | 23 | Джа Джедже            | 87'   |
| ПЗ              | 99 | Сіто Рієра            | 46'   |
| ПЗ              | 19 | Еліс Бакай            |       |
| НП              | 69 | Олексій Антонов       | 45+1' |
| Запасні:        |    |                       |       |
| В               | 1  | Євген Паст            |       |
| ЗХ              | 2  | Петро Ковальчук       |       |
| ЗХ              | 25 | Євген Мартиненко      |       |
| ЗХ              | 33 | Андрій Слінкін        | 87'   |
| ПЗ              | 11 | Іван Бобко            | 69'   |
| НП              | 9  | Анатолій Діденко      |       |
| НП              | 18 | Сергій Самодін        | 46'   |
| Тренер:         |    |                       |       |
| Роман Григорчук |    |                       |       |

| Шахтар:       |    |                     |            |
|               |    |                     |            |
| В             | 32 | Антон Каніболоцький |            |
| ЗХ            | 33 | Дарійо Срна (к)     |            |
| ЗХ            | 5  | Олександр Кучер     | 82'        |
| ЗХ            | 44 | Ярослав Ракицький   |            |
| ЗХ            | 13 | В'ячеслав Шевчук    |            |
| ПЗ            | 3  | Томаш Гюбшман       | 78'        |
| ПЗ            | 29 | Алекс Тейшейра      | 73'        |
| ПЗ            | 20 | Дуглас Коста        |            |
| ПЗ            | 8  | Фред                | 17', 33'   |
| НП            | 28 | Тайсон              | 35' (пен.) |
| НП            | 9  | Луїс Адріану        |            |
| Запасні:      |    |                     |            |
| В             | 30 | Андрій П'ятов       |            |
| ЗХ            | 31 | Ісмаїлі             |            |
| ЗХ            | 14 | Василь Кобін        |            |
| ЗХ            | 27 | Дмитро Чигринський  | 82'        |
| ПЗ            | 6  | Тарас Степаненко    | 78'        |
| ПЗ            | 24 | Дмитро Гречишкін    | 73'        |
| НП            | 99 | Майкон              |            |
| Тренер:       |    |                     |            |
| Мірча Луческу |    |                     |            |

Перший матч у чемпіонаті 2013—2014 років одеська команда провела з ФК «Севастополем».  14 липня команди зустрілися на стадіоні СК «СКС-Арена». На 22 хвилині зустрічі м'яч влучив у руку захисника кримчан, у результаті чого арбітр матчу, Євген Арановський, призначив пенальті, яке виконав албанський легіонер «моряків», Еліс Бакай. Матч закінчився з рахунком 1:1, а одеська команда посіла 8 місце у турнірній таблиці прем'єр ліги. У ході матчу, окрім футбольного змагання, проходило також декілька сутичок між фанатами обох клубів. Все почалося з сутички ще перед матчем: за кілька хвилин до початку фанати кримського клубу накинулися на фанатів іншої команди перед входом до стадіону, у результаті чого декілька людей були побиті ще до початку спортивного протистояння. Але на цьому конфлікт не закінчилося, під час матчу з території фан-сектору ФК «Севастополь» почали лунати образливі вигуки і скандування на адресу футболістів «Чорноморця», зокрема воротаря клубу, Дмитра Безотосного, та міста Одеси. Більше того, окремі фанати «Севастополя» кидалися пластиковими склянками у гравців «Чорноморця» і облили їх прохолодним напоєм. У відповідь, не витримавши такої «гостинності», з фан-сектору ФК «Чорноморець» почали кидати пластикові стільці та пляшки з водою. У секторі гостей з'явилися бійці спецпідрозділу Беркут і влаштували розправу над гостями, застосовуючи при цьому гумові кийки. Фанати Чорноморця запевняють, що спецпідрозділ перевищив свої обов'язки, зокрема тим, що бив людей кийками, притому що на території одеського сектору знаходилися діти та жінки. Почесний президент ФК «Севастополь», Вадим Новинський, коментуючи інцидент, заявив, що відповідаючи на цинічну провокацію та прояви наруги під час матчів до символіки клубу та міста будуть припинятися найрішучішим чином. Але усі сторони також вважають, що основною проблемою було те, що адміністрація стадіону не вчинила запобіжних дій, щодо мирного вирішення конфлікту, а «беркут» перевищив свої повноваження та жодним чином не намагався вирішити конфлікт тими способами, які використовуються у подібних ситуаціях. 26 липня з'явилася інформація, згідно якої контрольно-дисциплінарний комітет ФФУ вирішив покарати обох винних. У результаті: «Севастопль» оштрафовано на 50 тис. грн., а «Чорноморець» на 125 тис. грн..
15 липня на офіційному сайті клубу з'явилася інформація про підписання трансферної угоди між офіційними представниками клубу та атакувальним півзахисником криворізького Кривбасу Володимиром Прийомовим. Угода розрахована на один рік з можливістю продовження. До цього Володимир вже грав за одеситів 2008 року, провівши 7 матчів у національному чемпіонаті. Того ж дня було об'явлено про нову форму команди.
18 липня пройшов перші матчі другого кваліфікаційного раунду Ліги Європи, зокрема «Дачія» — «Чорноморець». З усіх матчів між «моряками» та «вовками» перші постійно вигравали. У ході першого тайму ворота кишинівців неодноразово підпадали під атаку, зокрема — Бакая, Антонова, Гая тощо, але жодного разу чорно-сині не змогли забити гол. На що молдовська команда відповіла декількома контратаками. Перший гол вдалося забити на першій хвилині другого тайму — Олексій Гай з передачі Павла Кутаса пробив в отвір воріт, при чому у офіційному протоколі арбітр записав у автори голу Сергія Самодіна, вважаючи, що він відкоригував політ м'яча. Другий гол і останній гол вдалося забити Олексію Антонову з кутового, що виконав виконаного Сіто Рієра на останній хвилині додаткового часу (90+3). Матч проходив на домашньому стадіоні «Чорноморця», головний арбітр — Майкл Дін (Англія).
21 липня пройшов матч 2 туру прем'єр ліги «Чорноморець» — «Ворскла». У першому таймі гра була запеклою. На 13-й хвилині першого тайму «моряки» відкрили рахунок: контратаку розпочав Фонтанелло, віддавши довгу передачу на Джедже, той на Антонова, який пробив захист «біло-зелених» віддавши пас Рієрі, який закинув м'яч у ворота. Після того було ще декілька спроб серйозних забити м'яч, але марних. Другий тайм, на відміну від першого, був не на стільки видовищним. Тільки на останніх хвилинах додаткового часу другого тайму полтавець Вадим Сапай забив м'яч головою у ворота одеситів. Через чотири дні відбувся другий матч другого кваліфікаційного раунду Ліги Європи: «Дачія» — «Чорноморець» 2:1. Гол забив Олексій Гай. Таким чином за сукупністю голів (3:2) одесити вийшли до третього кваліфікаційного раунду. А ще через три дні відбувся матч Чемпіонату України з донецьким «Шахтарем» (0:1).

### Серпень 2013
Кінець літа для північночорноморської команди почався вдало. 1 серпня відбувся перший матч третього кваліфікаційного раунду Ліги Європи — «Чорноморець» проти белградської «Црвени Звезди». Моряки перемогли вдома з рахунком 3:1. М'ячі забили: у ворота сербів — Рієра, Джа Джедже та Антонов (з пенальті); в українські ворота — Савічевіч. Такий неприємний хід подій для белградських фанатів навіть спричинив сутички у гостьовому секторі, але конфлікт вдалося залагодити. Наступний матч було проведено у рамках національного чемпіонату. 4 серпня на тому ж стадіоні «Чорноморець» зіграли одесити та донецький «Металург» (1:0). На 40-ій хвилині гол забив Антонов.

## Матчі

### Чемпіонат України

#### Турнірна таблиця
| М  | Команда          | І  | В  | Н  | П  | РМ    | О     |
| -- | ---------------- | -- | -- | -- | -- | ----- | ----- |
|    | «Шахтар»         | 28 | 21 | 2  | 5  | 62−23 | 65    |
|    | «Дніпро»         | 28 | 18 | 5  | 5  | 56−28 | 59    |
|    | «Металіст»       | 28 | 16 | 9  | 3  | 54−29 | 57    |
| 4  | «Динамо»         | 28 | 16 | 5  | 7  | 55−33 | 53    |
| 5  | «Чорноморець»    | 28 | 12 | 10 | 6  | 30−22 | 46    |
| 6  | «Металург» Д     | 28 | 12 | 7  | 9  | 45−42 | 43[а] |
| 7  | «Зоря»           | 28 | 11 | 9  | 8  | 35−30 | 42    |
| 8  | «Ворскла»        | 28 | 10 | 10 | 8  | 36−38 | 40    |
| 9  | ФК «Севастополь» | 28 | 10 | 5  | 13 | 32−43 | 35    |
| 10 | «Іллічівець»     | 28 | 10 | 4  | 14 | 27−33 | 34    |
| 11 | «Карпати»        | 28 | 7  | 11 | 10 | 33−39 | 32    |
| 12 | «Говерла»        | 28 | 7  | 5  | 16 | 27−39 | 26    |
| 13 | «Волинь»         | 28 | 7  | 6  | 15 | 24−51 | 24[б] |
| 14 | «Металург» З     | 28 | 2  | 6  | 20 | 19−54 | 12    |
| 15 | «Таврія»         | 28 | 2  | 4  | 22 | 15−46 | 10    |
| —  | «Арсенал»        | —  | —  | —  | —  | —     | —[в]  |

а УЄФА відсторонив «Металург» (Донецьк) від єврокубків на три роки за порушення фінансового фейр-плей. «Металург» подав апеляцію.
б З ФК «Волинь» знято 3 очки згідно з рішенням КДК ФФУ від 30.04.2014 року.
в «Арсенал» виключений зі змагань після 14-го туру, результати матчів за участю команди анульовані.
Позначення:

### Ліга Європи

#### Груповий раунд

##### Турнірна таблиця
| Команда       | І | В | Н | П | ЗМ | ПМ | РМ | О  |
| ------------- | - | - | - | - | -- | -- | -- | -- |
| Лудогорець    | 6 | 5 | 1 | 0 | 11 | 2  | +9 | 16 |
| Чорноморець   | 6 | 3 | 1 | 2 | 6  | 6  | 0  | 10 |
| ПСВ           | 6 | 2 | 1 | 3 | 4  | 5  | −1 | 7  |
| Динамо Загреб | 6 | 0 | 1 | 5 | 3  | 11 | −8 | 1  |

## Склад команди
У списку подані футболісти, що зіграли принаймні один офіційний матч «Чорноморця» в сезоні
| 12 | ВР | Україна   | Дмитро Безотосний  |  |  |  |  |  |
| 44 | ВР | Україна   | Євген Паст         |  |  |  |  |  |
|    |    |           |                    |  |  |  |  |  |
| 2  | ЗХ | Україна   | Петро Ковальчук    |  |  |  |  |  |
| 4  | ЗХ | Австрія   | Маркус Бергер      |  |  |  |  |  |
| 25 | ЗХ | Україна   | Євген Мартиненко   |  |  |  |  |  |
| 29 | ЗХ | Аргентина | Пабло Фонтанелло   |  |  |  |  |  |
| 32 | ЗХ | Албанія   | Крісті Вангєлі     |  |  |  |  |  |
| 33 | ЗХ | Україна   | Андрій Слінкін     |  |  |  |  |  |
| 52 | ЗХ | Камерун   | Адольф Тейку       |  |  |  |  |  |
| 55 | ЗХ | Бразилія  | Андерсон Сантана   |  |  |  |  |  |
| 77 | ЗХ | Україна   | Павло Кутас        |  |  |  |  |  |
|    |    |           |                    |  |  |  |  |  |
| 6  | ПЗ | Бразилія  | Лео Матос          |  |  |  |  |  |
| 7  | ПЗ | Україна   | Володимир Прийомов |  |  |  |  |  |
| 7  | ПЗ | Грузія    | Торніке Окріашвілі |  |  |  |  |  |

| 8  | ПЗ | Україна | Кирило Ковальчук  |  |  |  |  |  |
| 10 | ПЗ | Україна | Олексій Гай       |  |  |  |  |  |
| 11 | ПЗ | Україна | Іван Бобко        |  |  |  |  |  |
| 17 | ПЗ | Україна | Володимир Аржанов |  |  |  |  |  |
| 42 | ПЗ | Україна | Євген Зубейко     |  |  |  |  |  |
| 82 | ПЗ | Україна | Павло Ребенок     |  |  |  |  |  |
| 88 | ПЗ | Україна | Рінар Валєєв      |  |  |  |  |  |
| 94 | ПЗ | Україна | Олег Данченко     |  |  |  |  |  |
|    |    |         |                   |  |  |  |  |  |
| 9  | НП | Україна | Анатолій Діденко  |  |  |  |  |  |
| 18 | НП | Росія   | Сергій Самодін    |  |  |  |  |  |
| 19 | НП | Албанія | Еліс Бакай        |  |  |  |  |  |
| 23 | НП | Франція | Франк Джа Джедже  |  |  |  |  |  |
| 69 | НП | Україна | Олексій Антонов   |  |  |  |  |  |
| 99 | НП | Іспанія | Сіто Рієра        |  |  |  |  |  |

## Трансфери

### Прийшли
| №  | Поз. | Гр.     | Ім'я                 | Вік | Прийшли з    | До         | Ціна | Примітки |
| -- | ---- | ------- | -------------------- | --- | ------------ | ---------- | ---- | -------- |
| 10 | ПЗ   | Україна | Олексій Гай          | 30  | «Шахтар» Д   | —          | —    | [ 25 ]   |
| 18 | НП   | Росія   | Сергій Самодін       | 28  | «Дніпро» Д   | —          | —    | [ 25 ]   |
| 88 | ПЗ   | Україна | Рінар Валєєв         | 25  | «Кривбас»    | —          | —    | [ 25 ]   |
| 69 | НП   | Україна | Олексій Антонов      | 27  | «Кривбас»    | —          | —    | [ 25 ]   |
| 7  | ПЗ   | Україна | Володимир Прийомов   | 27  | «Кривбас»    | 2014       | —    | [ 16 ]   |
| 17 | ПЗ   | Україна | Володимир Аржанов    | 28  | «Арсенал» К  | —          | —    | [ 27 ]   |
| 82 | ПЗ   | Україна | → Павло Ребенок      | 28  | «Ворскла»    | 01-06-2014 | —    | [ 29 ]   |
| 7  | ПЗ   | Грузія  | → Торніке Окріашвілі | 28  | «Іллічівець» | 2015       | —    | [ 31 ]   |
| 52 | ЗХ   | Камерун | Адольф Тейку         | 23  | «Металург» З | 2016       | —    | [ 32 ]   |

### Пішли
| №  | Поз. | Гр.                   | Ім'я                 | Вік | Пішли у        | До         | Ціна | Примітки |
| -- | ---- | --------------------- | -------------------- | --- | -------------- | ---------- | ---- | -------- |
| 16 | НП   | Україна               | Максим Шацьких       | 34  | «Арсенал» К    | —          | —    | [ 25 ]   |
| —  | НП   | Румунія               | Лучіан Бурдужан      | 29  | «Таврія» С     | —          | —    | [ 25 ]   |
| 11 | ПЗ   | Україна               | Артем Старгородський | 31  | «Арсенал» К    | —          | —    | [ 25 ]   |
| 89 | ПЗ   | Україна               | Сергій Політило      | 24  | «Дніпро» Д     | —          | —    | [ 25 ]   |
| —  | НП   | Україна               | Віталій Балашов      | 22  | → «Говерла»    | 2014       | —    | [ 25 ]   |
| 88 | ВР   | Україна               | Денис Александров    | 21  | → Славія-Мозир | 31-12-2013 | —    | [ 33 ]   |
| 7  | ПЗ   | Україна               | Володимир Прийомов   | 28  | «Металург» З   | —          | —    | [ 34 ]   |
| 18 | НП   | Росія                 | Сергій Самодін       | 28  | «Мордовія»     | —          | —    | [ 35 ]   |
| —  | ЗХ   | Албанія               | Крісті Вангєлі       | 28  | «Аріс» С       | —          | —    | [ 36 ]   |
| 4  | ЗХ   | Австрія               | Маркус Берґер        | 29  | —              | —          | —    | [ 37 ]   |
| 5  | ЗХ   | Бразилія              | Андерсон Сантана     | 27  | —              | —          | —    | [ 37 ]   |
| 23 | НП   | Кот-д'Івуар · Франція | Франк Джа Джедже     | 27  | «Сарпсборг 08» | —          | —    | [ 37 ]   |
| 29 | ЗХ   | Аргентина · Італія    | Пабло Фонтанелло     | 29  | —              | —          | —    | [ 37 ]   |
| 99 | НП   | Іспанія               | Сіто Рієра           | 27  | —              | —          | —    | [ 37 ]   |
| 19 | НП   | Албанія               | Еліс Бакай           | 26  | «Кукесі»       | —          | —    | [ 38 ]   |

## Тренерський штаб

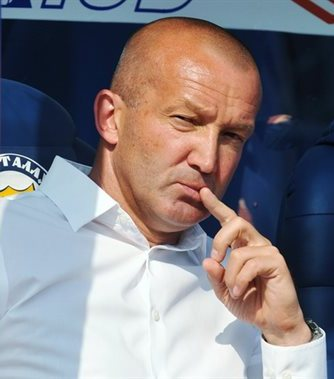
Роман Григорчук

| Головний тренер  | Роман Григорчук   |
| Тренер           | Михайло Савка     |
| Тренер           | Степан Матвіїн    |
| Тренер           | Андрій Телесненко |
| Тренер           | Валерій Поркуян   |
| Тренер воротарів | Андрій Глущенко   |

## Молодіжна (U-21) команда
| М  | Команда          | І  | В  | Н | П  | РМ    | О  |
| -- | ---------------- | -- | -- | - | -- | ----- | -- |
|    | «Іллічівець»     | 26 | 17 | 5 | 4  | 51−24 | 56 |
|    | «Шахтар»         | 26 | 16 | 7 | 3  | 70−31 | 55 |
|    | «Дніпро»         | 26 | 16 | 3 | 7  | 50−26 | 51 |
| 4  | «Металіст»       | 26 | 14 | 3 | 9  | 44−25 | 45 |
| 5  | «Зоря»           | 26 | 12 | 4 | 10 | 42−38 | 40 |
| 6  | «Динамо»         | 26 | 11 | 6 | 9  | 43−40 | 39 |
| 7  | «Металург» Д     | 26 | 11 | 6 | 9  | 44−44 | 39 |
| 8  | «Карпати»        | 26 | 11 | 6 | 9  | 32−33 | 39 |
| 9  | «Ворскла»        | 26 | 12 | 1 | 13 | 51−54 | 37 |
| 10 | ФК «Севастополь» | 26 | 10 | 3 | 13 | 53−61 | 33 |
| 11 | «Металург» З     | 27 | 8  | 7 | 12 | 47−48 | 31 |
| 12 | «Чорноморець»    | 26 | 7  | 5 | 14 | 31−43 | 26 |
| 13 | «Говерла»        | 26 | 5  | 6 | 15 | 32−62 | 21 |
| 14 | «Волинь»         | 26 | 5  | 6 | 15 | 30−63 | 21 |
| 15 | «Таврія»         | 27 | 4  | 6 | 17 | 20−58 | 18 |
| —  | «Арсенал»        | —  | —  | — | —  | —     | —  |

| №  | Поз. | Нац.    | Гравець                    |
| -- | ---- | ------- | -------------------------- |
| 22 | ПЗ   | Україна | Євген Смірнов              |
| 29 | ПЗ   | Грузія  | Юрій Какаурідзе            |
| 55 | ПЗ   | Україна | Артем Філімонов            |
| 94 | ПЗ   | Україна | Олег Данченко              |
|    | ВР   | Україна | Михайло Барабанов          |
|    | ВР   | Україна | Дмитро Безрук              |
|    | ЗХ   | Україна | Олександр Віксич           |
|    | ЗХ   | Україна | Микита Гусєв               |
|    | ЗХ   | Україна | Владіс-Еммерсон Іллой-Айєт |
|    | ЗХ   | Україна | Олексій Марченко           |
|    | ЗХ   | Україна | Сергій Петько              |

| № | Поз. | Нац.    | Гравець           |
| - | ---- | ------- | ----------------- |
|   | ЗХ   | Україна | Михайло Сабляш    |
|   | ПЗ   | Україна | Віталій Волощук   |
|   | ПЗ   | Україна | Олег Матушевський |
|   | ПЗ   | Україна | Сергій Нестеренко |
|   | ПЗ   | Україна | Руслан Паламар    |
|   | НП   | Україна | Денис Александров |
|   | НП   | Україна | Владислав Бицко   |
|   | НП   | Україна | Владислав Кабаєв  |
|   | НП   | Україна | Віктор Мартян     |
|   | НП   | Україна | Петро Переверза   |
|   | НП   | Україна | Вадим Яворський   |

| №  | Поз. | Нац.    | Гравець                    |
| -- | ---- | ------- | -------------------------- |
| 22 | ПЗ   | Україна | Євген Смірнов              |
| 29 | ПЗ   | Грузія  | Юрій Какаурідзе            |
| 55 | ПЗ   | Україна | Артем Філімонов            |
| 94 | ПЗ   | Україна | Олег Данченко              |
|    | ВР   | Україна | Михайло Барабанов          |
|    | ВР   | Україна | Дмитро Безрук              |
|    | ЗХ   | Україна | Олександр Віксич           |
|    | ЗХ   | Україна | Микита Гусєв               |
|    | ЗХ   | Україна | Владіс-Еммерсон Іллой-Айєт |
|    | ЗХ   | Україна | Олексій Марченко           |
|    | ЗХ   | Україна | Сергій Петько              |

| № | Поз. | Нац.    | Гравець           |
| - | ---- | ------- | ----------------- |
|   | ЗХ   | Україна | Михайло Сабляш    |
|   | ПЗ   | Україна | Віталій Волощук   |
|   | ПЗ   | Україна | Олег Матушевський |
|   | ПЗ   | Україна | Сергій Нестеренко |
|   | ПЗ   | Україна | Руслан Паламар    |
|   | НП   | Україна | Денис Александров |
|   | НП   | Україна | Владислав Бицко   |
|   | НП   | Україна | Владислав Кабаєв  |
|   | НП   | Україна | Віктор Мартян     |
|   | НП   | Україна | Петро Переверза   |
|   | НП   | Україна | Вадим Яворський   |

| Головний тренер  | Віктор Гришко       |
| Тренер           | Олександр Спіцин    |
| Тренер воротарів | Олександр Лавренцов |

## Юнацька (U-19) команда

### Склад команди
| № | Поз. | Нац.    | Гравець              |
| - | ---- | ------- | -------------------- |
|   | ВР   | Україна | Богдан Зацепін       |
|   | ВР   | Україна | Богдан Лободров      |
|   | ВР   | Україна | Костянтин Мельничук  |
|   | ЗХ   | Україна | Сергій Войтович      |
|   | ЗХ   | Україна | Дмитро Гарванко      |
|   | ЗХ   | Україна | Едуард Григоренко    |
|   | ЗХ   | Україна | Олександр Дубина     |
|   | ЗХ   | Україна | Олег Луценко         |
|   | ЗХ   | Україна | Сергій Останін       |
|   | ЗХ   | Україна | Євген Потароченко    |
|   | ЗХ   | Україна | Андрій Цирульньов    |
|   | ЗХ   | Україна | Владислав Щєтінін    |
|   | ПЗ   | Україна | Олександр Гончаренко |
|   | ПЗ   | Україна | Андрій Горбовський   |
|   | ПЗ   | Україна | Дмитро Зайцев        |

| № | Поз. | Нац.    | Гравець             |
| - | ---- | ------- | ------------------- |
|   | ПЗ   | Україна | Микола Кас'яненко   |
|   | ПЗ   | Україна | Василь Курко        |
|   | ПЗ   | Україна | Дмитро Михайличенко |
|   | ПЗ   | Україна | Сергій Новіков      |
|   | ПЗ   | Україна | Владислав Поліщук   |
|   | ПЗ   | Україна | Михайло Попов       |
|   | ПЗ   | Україна | Віктор Серденюк     |
|   | ПЗ   | Україна | Едік Симонян        |
|   | ПЗ   | Україна | Олесій Чернишев     |
|   | ПЗ   | Україна | Артем Шаповаленко   |
|   | НП   | Україна | Ярослав Захарченко  |
|   | НП   | Україна | Руслан Іванченко    |
|   | НП   | Україна | Євген Мурашов       |
|   | НП   | Україна | Навид Насімі        |
|   | НП   | Україна | Артем Саркісян      |

### Тренери
| Тренер | Олександр Бабич      |
| Тренер | Геннадій Нижегородов |
| Тренер | Віталій Руденко      |